# Palatul Gatcina

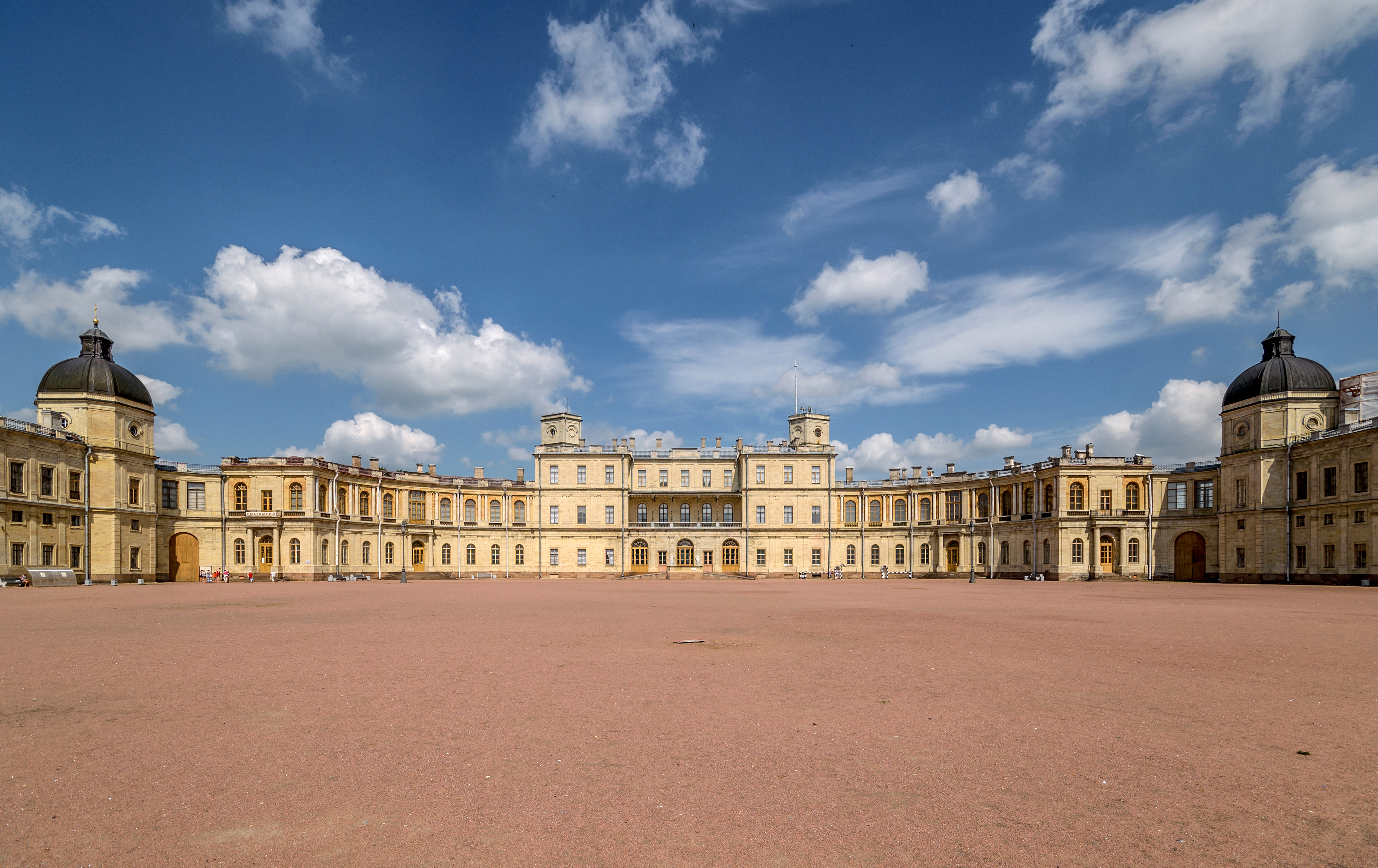
Palatul Gatcina

Palatul Gatcina (rusă Большой Гатчинский дворец) a fost construit între 1766-1781 la Gatcina, Rusia de  Antonio Rinaldi, proiect pentru contele Grigori Grigorievici Orlov, care era favoritul împărătesei Ecaterina a II-a. Palatul Gatcina este situat pe o colină deasupra lacului Serebriannoe. Acesta combină teme ale unui castel medieval și ale unei reședințe de la țară. Interiorele palatului sunt un exemplu pentru clasicismul rus al secolelor XVII-XIX. Palatul Gatcina a fost una dintre reședințele favorite ale familiei imperiale. 

## Reședință imperială
La moartea lui Orlov, Ecaterina cea Mare a cumpărat palatul de la moștenitorii săi și l-a dăruit fiului ei, viitorul împărat Pavel I. Pavel I a fost proprietarul Gatcinei timp de opt ani. El a investit multe resurse și și-a folosit experiența căpătată în călătoriile în jurul Europei pentru a face din Gatcina un palat exemplar.